# گرینداویک
گرینداویک (ایسلندی: Grindavík) یک شهرک در منطقه سودورنس، ایسلند بود. در پی فعالیت‌های آتشفشانی در نوامبر و  دسامبر ۲۰۲۳ شهر تخلیه شد. این آتشفشان دوباره در ۸ فوریه سال بعد برای سومین بار فوران کرد.

## شهرهای خواهرخوانده
- رووانیمی، فنلاند
- ایلوو، پرتغال
- هیرتشال، دانمارک
- بخش پیتیو، سوئد
- پنیستون، بریتانیا
- ژونزاک، فرانسه